# Arriving Twice
Arriving Twice is het laatst uitgebrachte album van de Britse progressieve rockband Gilgamesh. Het album bevat nog niet eerder uitgebracht opnames uit de jaren 1973-1975, de jaren waarin ook het eerste album (Gilgamesh) verscheen.
Arriving Twice is als cd uitgebracht in 2000, het bevat ook een boekje over de (muzikale) geschiedenis van Alan Gowen. Mede op basis van interviews met voormalige collega-muzikanten wordt de carrière van Gowen geschetst tot en met zijn werk met Gilgamesh.

## Tracklist
1. With Lady and Friend - 4:25
2. You're Disguised - 17:52
  1. Orange Diamond
  2. Northern Gardens
  3. Phil's Little Dance
  4. Northern Gardens
3. Island Of Rhodes - 6:52
  1. Paper Boat
  2. As If Your Eyes Were Open
4. Extract - 9:27
5. One End More - 9:11
  1. Phil's Little Dance
  2. Worlds Of Zin
6. Arriving Twice - 1:41
7. Notwithstanding - 4:21
8. Lady and Friend - 4:06

- Opnames van track 1 en 2: najaar 1973 in de Pathway Studios in Londen
- Opnames van track 3 en 4 najaar 1974 in Londen
- Opnames van track 5 tot en met 8 najaar 1975 in Londen

## Bezetting
- Phil Lee (gitaren)
- Mike Travis (drums)
- Peter Lemer (elektrische piano, synthesizer)
- Alan Gowen (piano en elektrische piano, synthesizer)
- Jeff Clyne (bas)
- Steve Cook (bas)